# IV століття
Поступовий економічний і політичний занепад Римської імперії. Утвердження християнства. Початок Великого переселення народів. У Китаї правління династії Цзінь. В Індії правління імперії Гуптів. У Японії триває період Ямато. У Персії править династія Сассанідів.
На території лісостепової України Черняхівська культура. У Північному Причорномор'ї готи й сармати. Історики VI століття згадують плем'я антів, що мешкало на території сучасної України приблизно з IV сторіччя. З'явилися гуни, підкорили остготів та аланів й приєднали їх до себе.

## Події

### Римська імперія
Упродовж століття Римська імперія поступово втрачала землі, занепадала економічно, зменшувалася її військова могутність. На початку століття в імперії діяла система тетрархії, встановлена імператором Діоклетіаном. Незабаром після відставки Діоклетіана система розвалилася й знову розпочалися громадянські війни між претендентами на правління. Нове об'єднання сталося під правлінням Костянтина Великого. Він звелів збудувати Новий Рим на місці Візантія й зробив його столицею. Місто Рим втратило свій політичний статус, у різні часи правління велося з інших міст: Нікомедії, Сірмію, Медіолана, Тріра, Константинополя тощо.
Після смерті Костянтина Великого боротьба за владу в імперії продовжилася, імперія часто була розділена між кількома співправителями. Востаннє вона була об'єднана при імператорі Феодосії I, а після його смерті остаточно розпалася на Східну й Західну.
Римська імперія поступилася деякими східними провінціями персам у Месопотамії та Вірменії, однак ситуація на кордонах із варварами в Європі стала набагато гіршою. У 70-х роках у Північному Причорномор'ї з'явилися гуни. Вони потіснили на захід готів, які змушені були перейти кордони Імперії на Дунаї. Цього разу був не короткий наскок по здобич, готи перемістилися всім племенем, і їх гнала загроза голоду. Готи завдали поразки Риму у вирішальній битві при Адріанаполі, і римляни були змушені надати їм право поселитися на Балканах. Однак до кінця століття рух варварських племен на захід відновився.

### Християнство
На початку століття, за Діоклетіана, християнство в імперії пережило останній і найжорстокіший період гонінь. Однак за Констянтина Великого ситуація кардинально змінилася. Міланський едикт 313 року проголосив рівність усіх релігій. Фактично імператор Костянтин сприяв утвердженню християнства як офіційної релігії держави, хоча сам прийняв його тільки перед смертю. За Юліана Відступника упродовж двох років проводилася політика повернення імперії до римського політеїзму, однак після смерті Юліана вона припинилася. Тепер зазнало гонінь уже язичництво. Імператор Феодосій проголосив християнство державною релігією 393 року, звелів закрити всі язичницькі храми й припинити язичницькі обряди й святкування.
У самому християнстві тривав процес становлення. Основним ідеологічним питанням було розуміння Трійці. Найгострішою була боротьба з аріанством, хоча були й інші напрямки, зокрема монофізитство. 325 року був затверджений Нікейський символ віри. Однак, прихильники аріанства не відступили. Рим підтримував тринітаріанство, Константинополь аріанство, в Александрії точилася вперто боротьба. Та чи інша сторона брала гору в залежності від того, яких поглядів притримувалися імператори. До кінця століття боротьба завершилася поразкою аріанства в імперії, але аріанство збереглося серед германців.

### Китай
Упродовж століття у Китаї правила династія Цзінь. Початковий період її правління заведено називати правлінням династії Західна Цзінь. Приблизно 317 року натиск варварів з півночі змусив династію Західна Цзінь втратити землі на північ від Янцзи, де утворилися численні князівства, якими правили некитайці. Після перенесення столиці династію називають династією Східна Цзінь. Вона тримала під контролем землі на південь від Янцзи.

### Персія
Імперія Сассанідів намагалася повернути собі землі, якими колись правили великі предки. Частково їм це вдалося зробити, вони відвоювали у Риму кілька провінцій у Месопотамії та Вірменії.

### Індія
Поступово почала розширювати свої володіння імперія Гуптів, що розпочалася з Магадхи й за рахунок вдалих шлюбів та завоювань підкоряла собі нові області північної Індії. Цей період вважається періодом розквіту культури Стародавньої Індії.

### Територія сучасної України
Археологи знаходять у лісостеповій зоні України залишки культури, яка носить назву Черняхівської. Етнічна приналежність носіїв цієї культури не з'ясована, скоріше всього внесок до неї зробили різні племена, зокрема готи. Пізніші візантійські історики 6-го століття згадують про плем'я антів, що мешкало на цих землях, однак це могло бути збірною назвою. У степовій зоні переміщалися різні кочові племена: сармати, алани, готи. Скіфи були витіснені в Крим. На південному узбережжі Криму існувало Боспорське царство, на який великий тиск чинили готи. У другій половині століття в степах з'явилися гуни, походження яких залишається незрозумілим. Мабуть, це був племінний союз, що складався з різних кочівників. Одні теорії пов'язують їх з хунну, які нападали на Китай, інші стверджують локальне утворення союзу. Гуни витіснили з-над Дністра готів і змусили їх рушити в межі Римської імперії. Питання про те, чи почали вже у четвертому столітті складатися племена слов'ян, залишається неясним.

### Інші регіони Землі
Цивілізації Месоамерики, зокрема цивілізація мая вступили в класичний період свого розвитку. У Західній Африці почалося виплавлення металів.

## Технічний прогрес
У четвертому столітті в Китаї вперше з'явилися стремена. Гуни принесли в Європу композитний лук.

### Детальніше
- Заселення Іллірії слов'янами
- Виникла Вірменська апостольська церква
- 375 — вторгнення гунів у Південно-Східну Європу, розгром Боспорського царства та готського союзу племен
- Кінець століття — боротьба слов'янського союзу племен антів з готами